# جوزيف ماثيا سفوبودا
جوزيف ماثيا سفوبودا أو يوسف ازفوبودا أو جوزيب زفوبودا:بالإنجليزية:Joseph Mathia Svoboda (بغداد 1840- 1908م)، عمل كضابط وكاتب على متن السفن البخارية في شركة دجلة والفرات للملاحة والنقل النهري بواسطة البواخر. والتابعة إلى شركة لنج اخوان التجارية.اشتهر بمذكراته التي تناول فيها تفاصيل تجاربه وخبرته في حياته العملية والإجتماعية.وهي جزء من مشروع لنشر مذكرات سفوبودا.

## السيرة
ولد جوزيف ماثيا سفوبودا ببغداد في 17 إكتوبر 1840م، وهو ابن انتوني سفوبودا وإوفيمي جوزيف مورادجيان. وهو والد ألكسندر ريتشارد سفوبودا الذي له (مذكرات رحلة إسكندر ازفوبودا 1897).
بدأ جوزيف عمله موظفاً في شركة لنج (lynch company)، للنقل النهري وقد إشتهر بمذكراته اليومية التي دوَّنها وتدور أحداثها حول حياته بصورة شاملة وموسعة. لقد جوزيف عاش عدة سنوات في الهند وتحديداً في بومباي مع شقيقه ألكسندر ساندرو سفوبودا الذي أصبح رساماً مستشرقاً معروفاً.
في عام 1857م، عاد جوزيف إلى بغداد والذي كان بسمى فيها (يوسف البغدادي). في عام 1862م، بدأ العمل مع شركة لنج البريطانية كضابط على متن البواخر التابعة للشركة، حيث قام برحلات منتظمة على تلك البواخر لنقل البضائع والركاب صعوداً ونزولاً مع نهر دجلة، وفي هذا الوقت بدأ بكتابة مذكراته اليومية التي إحتفظ بها حتى وفاته، حيث انه كتب يومياته من (1862 إلى 17 يناير/كانون الثاني 1908 وكانت وفاته بعد يومين). ومذكراته هذه تزيد عن 40 سنة، فهي لا تعتبر مصدراً قيماً لتاريخ عائلة سفوبودا (زفوبودا) فقط، بل هي مذكرات لا تقدر بثمن من حيث المعلومات التي تناولت الحياة العامة والتجارة في بغداد والعراق أيام فترة الحكم العثماني خلال النصف الأخير من القرن التاسع عشر.
سجل جوزيف مذكراته عندما كان يعمل كاتباً (بمجيدية) على متن باخرة لشركة لنج والتي يسافر عليها يومياً ذهاباً وإياباً صعوداً ونزولاً في نهري دجلة والفرات. إضافة إلى ذلك تضمنت هذه المذكرات تفاصيل حول الأحداث السياسية والإجتماعية مع بعض المشاهد عن حياته الخاصة وحياة من حوله. ومما جاء في مذكرات جوزيف زفوبودا تثبيت تاريخ إنهيار جانب كبير من طاق كسرى في 15 نيسان 1887، وقد إستلم الخبر (يوم 16 نيسان) من أخيه هنري الذي كان يعمل هو الآخر كاتباً على الباخرة (خليفة).
```
ان محتويات هذه اليوميات تعتبر مصدراً فريداً من نوعه وذات قيمة لتاريخ العراق الحديث. كان يوجد من هذه اليوميات 60 دفتراً ولكن نجا منها 49 دفتراً فقط. قبل إنطلاق مشروع 
مذكرات سفوبودا
 لم يتم نشر أي شيء عن هذه اليوميات بإستثناء مقال لأحد الباحثين العراقيين وهو غير متوفر حاليا. وتوجد معظم هذه اليوميات في (مركز المخطوطات الوطني العراقي).
[
3
]
```

## مشروع نشر المذكرات
إنتقل ألكسندر ريتشارد سفوبودا (ألكسندر جوزيف سفوبودا لاحقاً) من بغداد إلى إسطنبول عام 1929م، وقد ترك مذكرات والده عند كاهن كاثوليكي من العراق، وقد نقلت في النهاية إلى المؤرخ العراقي يعقوب سركيس الذي ترك مكتبته وبوصية خاصة منه إلى جامعة الحكمة. وفي سبعينيات القرن العشرين أصبحت مارجريت مكية وهي والدة كنعان مكية، مهتمة بهذه المذكرات باعتبارها وثيقة إجتماعية لشريحة معينة من المجتمع العراقي في النصف الثاني من القرن التاسع عشر. وحصلت مارجريت على منحة من مؤسسة كالوست جولبنكيان لدراسة ونسخ محتوياتها. قامت مكية بتدوين ونسخ 31 من اصل 61 من المذكرات. ولا يزال عملها بمثابة مصدر أساسي لمشروع سفوبودا.
في عام 1985م، قام البروفيسور هنري سفوبودا، وهو آخر أفراد عائلة سفوبودا المتبقين في العراق، بتعيين الباحثة والمهندسة المعمارية نوف عبد المجيد علاوي في المساعدة لكتابة تاريخ العائلة باستخدام مذكرات يوميات جوزيف أنتوني سفوبودا مادة تستعين بها في كتاباتها. في عام 2005 م، بدأ الاثنان بالعمل على ترجمة ما سجله الكسندر سفوبودا في رحلته، لكن وفاة البروفيسور سفوبودا في إكتوبر 2005 م، إضافة إلى الإضطرابات المستمرة جراء حرب العراق ألقت بظلال من الشك على مستقبل المشروع. لقد سعت نوف علاوي للحصول على مساعدة المجتمع الأكاديمي وجامعة واشنطن، وقد إتصلت بالبروفيسور والتر جي اندروز، ومشروع أرشيف النصوص العثمانية، وانه كان مشروع مذكرات سفوبودا وفيما بعد أصبح مشروع النشر التعاوني: نصوص نيوبوك الرقمية (Newbook Digital Texts) للعلوم الإنسانية.

## وفاته
توفي جوزيف ماثيا سفوبودا 19 يناير 1908م.